# موفق الدين التلعفري
موفق الدين التَّلَّعْفَري (توفي 602 هـ / 1205 م) هو فيلسوف وشاعر ، من أهل تل أعفر.
هو موفق الدين مظفر بن محمد التلعفري. له مؤلفات في الفلسفة.